# Tauriphila risi
Tauriphila risi är en trollsländeart som beskrevs av Martin 1896. Tauriphila risi ingår i släktet Tauriphila och familjen segeltrollsländor. Inga underarter finns listade i Catalogue of Life.